# Prvo vmesno obdobje Egipta
Prvo vmesno obdobje Egipta, pogosto opisano kot egipčanski srednji vek, je obdobje zgodovine Starega Egipta, ki je sledilo Staremu kraljestvu in trajalo približno sto petindvajset let od okoli 2181 do 2055 pr. n. št. V tem obodju so vladale Osma, Deveta, Deseta in del Enajste dinastije. Iz tega obdobja, zlasti z začetka, je ohranjenih zelo malo spomenikov. Prvo vmesno obdobje je bilo zelo dinamično, v katerem je bila oblast razdeljena na predvsem dva konkurenčna centra moči. Eden od njiju je bil Heracleopolis v Spodnjem Egiptu, ki je stal malo južno od Fajumske regije. Drugo središče so bile Tebe v Gornjem Egiptu. V tem obdobju so se zaradi političnega kaosa ropali in pustošili templji, uničevale umetnine in rušili kipi faraonov. Obe kraljestvi sta se nazadnje spopadli. Zmagale so Tebe, zasedle severni Egipt in ga proti koncu Enajste dinastije ponovno združile v kraljestvo z enim samim vladarjem. 

## Vzroki za propad Starega kraljestva
Konec Starega kraljestva in Prvo vmesno obdobje sta pogosto opisan kot obdobje kaosa in nereda, vendar je večina teh opisov nastala v kasnejših obdobjiih zgodovine Starega Egipta. Vzroki, ki so pripeljali do propada starega kraljestva, so številni. Nekateri so zgolj hipotetični. Eden od pogosto navedenih vzrokov je izjemno dolga vladavina Pepija II., zadnjega velikega faraona Šeste dinastije. Vladal je od otroštva do pozne starosti, morda še v devetdesetih letih, vendar natančna dolžina njegove vladavine ni znana. Preživel je večino svojih mogočih naslednikov in s tem povzročil krizo nasledstva. Režim Starega kraljestva je zaradi neorganizacije razpadel. Proti koncu Starega kraljestva so položaji nomarhov postali dedni, kar je zelo povečalo njihovo moč. Oblast v nekaterih pokrajinah je zato prišla v domeno njihovih družin, z rastjo moči in vpliva pa je rasla tudi njihova neodvisnost od faraona in cemtralne oblasti. Nomarhi so začeli na svojem ozemlju postavljati svoje grobnice in organizirati svoje vojske. Med sosednjimi provincami so se začeli spori in oboroženi spopadi. Kot tretji mogoči vzrok za razpad osrednje oblasti so bili omenjeni nizki vodostaji Nilovih poplav in posledično majhni pridelki, kar je po celem Egiptu povzročilo lakoto.

## Sedma in Osma dinastija v Memfisu
Sedma in Osma dinastija sta pogosto spregledani, ker je o njunih vladarjih zelo malo znanega. Maneton, svečenik in zgodovinar iz ptolemajskega obdobja, ju omenja kot »sedemdest vladarjev, ki so vladali po sedemdet dni«. Podatek je skoraj zagotovo pretiravanje, s katerim je želel opisati razsulo v tistem obdobju. Sedma dinastija je bila morda oligarhija vplivnih državnih uradnikov iz Šeste dinastije s sedežem v Memfisu, ki so poskušali vzpostaviti svojo oblast v celem Egiptu. Vladarji Osme dinastije so trdili, da so potomci faraonov Šeste dinastije, in so prav tako vladali iz Maemfisa. O obeh dinastijah je zaradi pomanjkanja pisnih dokumentov in spomenikov zelo malo znanega. Med najdenimi artefakti so skarabeji, ki se pripisujejo Neferkareju II. iz Sedme dinastije, in valj iz zelenega jaspisa, ki kaže na sirski vpliv in se pripisuje Osmi dinastiji. V tem obdobju naj bi bila v Sakari zgrajena tudi majhna piramida faraona Ibija iz Osme dinastije. Več faraonov, med njimi tudi Ijtjenu, je omenjenih samo enkrat. Njihovo mesto v dinastiji ni znano.

## Vzpon herakleopolskih kraljev
Nekaj časa po nejasni vladavini Sedme in Osme dinastije se je v Herakleopolisu v Spodnjem Egiptu pojavila nova skupina vladarjev s skupaj devetnajstimi vladarji, ki se uvrščajo v Deveto in Deseto dinastijo. Za Herakleopolske vladarje iz Devete dinastije se domneva, da so premagali šibke memfiške vladarje, vendar za to trditev ni nobenih arheoloških dokazov. Spremembo oblasti je spremljalo drastično zmanjšanje prebivalstva v dolini Nila.
Ustanovitelj Devete dinastije Ahtoes ali Ahtoj je pogosto opisan kot zloben in nasilen vladar. Kot tak je opisan predvsem v Manetonovih spisih. Ahtoj je morda istoveten z z Vahkare Hetijem. Ahtoes je opisan kot vladar, ki je prebivalcem Egipta povzročil ogromno škodo. Bil je obsedenec, katerega so na koncu vrgli krokodilom. Zgodba je morda izmišljena, Vahkare pa je vsekakor naveden na Torinskem seznamu kraljev. 
Hetija I. je nasledil Heti II., znan tudi kot Meribre. O njem je malo znanega, nekaj artefaktov z njegovim pa se je le ohranilo. Njegov naslednik je bil morda Heti III., ki je v Nilovi delti vzpostavil nekaj reda, čeprav je bila njegova moč majhna v primerjevi z močjo faraonov Starega kraljestva.
V Siutu (ali Asjutu), provinci južno od heraklejskega kraljestva, je vladala močna in bogata družina nomarhov. Ti bojeviti knezi so vzdrževali tesne stike s člani herakleopolske kraljeve družine, kar je razvidno iz napisov v njihovih grobnicah. Napisi so omogočili tudi vpogled v politično stanje med njihovo vladavino. Opisujejo na primer, da so siutski nomarhi kopali vodne kanale, zmanjšali davke, želi obilne žetve, redili velike črede govedi in imeli svojo vojsko in ladjevje.  Provinca Siut je delovala kot vmesna država med severnimi in južnimi vladarji, knezi Siuta pa so nosili tudi vso težo napadov tebanskih kraljev.

## Anktifi
Na jugu Egipta so vladali vojaki, med katerimi je bil najbolj izstopal Anktifi. Njegov grob so odkrili leta 1928 v Moali, 30 km južno od Luksorja. Bil je nomarh ali guverner province s sedežem v Nehen Hierakonpolisu, vendar je svojo oblast razširil na jug in zasedel nom s središčem v Edfuju. Zatem je poskušal prodreti tudi proti severu in zasesti Tebanski nom, vendar mu to ni uspelo.
Njegova grobnica je bogato okrašena in vsebuje izjemno informativno avtobiografijo. Egipt je opisan kot »razklan zaradi lakote, iz katere ga je rešil on, veliki Anktifi, ki mu je dal kruh in ni dovolil, da bi kdo umrl od lakote«. Omenjena gospodarska katastrofa je za večina sodobnih egiptilogov sporna, ker so podobne zgodbe pisali skoraj vsi novi vladarji. Ne glede na to je bil Anktifi vsekakor vladar, ki ni mel nobenega nadrejenega. Enotnost Egipta se je porušila.

## Vzpon tebanskih kraljev
Vdor v Gornji Egipt se je zgodil hkrati z ustanovitvijo Herakleopolskega kraljestva, v katerem sta vladali tebanski Enajsta in Dvanajsta dinastija. Za vladarje teh dinastij se domneva, da so bili potomci tebanskega nomarha Intefa ali Injotefa starejšega, katerega so pogosto imenovali čuvaj južnih vrat. Intef je bil zadožen za organiziranje Gornjega Egipta v neodvisno upravno celoto na jugu, čeprav se zdi, da zase ni zahteval naslova kralja. To so kasneje zanj storili njegovi potomci iz Enajste in Dvanajste dinastije. Eden od njih, Intef II., je začel napadati sever, predvsem Abidosu. Intef III. je napade zaključil z osvojitvijo Abidosa in začel prodirati proti srednjemu Egiptu in herakleopolskemu kraljestvu. Prvi trije vladarji Enajste dinastije, vsi so bili Intefi, se štejejo za zadnje vladarje Prvega vmesnega obdobja. Njihov naslednik in začetnik nove vladarske linije Mentuhotep II., znan tudi kot Nebhetepre, je okoli leta 2033 pr. n. št. dokončno porazil herakleopolske kralje in združil Egipt v enotno državo. Z njim se je začelo Srednje egipčansko kraljestvo.

## Ipuverjev papirus
Zdi se, da so se Srednjem kraljestvu razcvetele nove literarne zvrsti, ki se po sodobnih standardih že štejejo za književnost. Zlasti pomemben je tako imenovani Ipuverjev papirus, zanan tudi kot Ipuverjeve lamentacije ali Ipuverjeva svarila. Sodobni znanstveniki ga kljub temu, da ni datiran v to obdobje, uvrščajo v Prvo vmesno obdobje. V njem je zabeleženo poslabšanje mednarodnih odnosov in splošno osiromašenje v Egiptu.

## Umetnost in arhitektura
V Prvem vmesnem obdobju je bil Egipt razdeljen v dve glavni geografski in politični regiji s središčema v Memfisu in Tebah. Memfiški kralji so kljub temu, da so bili šibki, nadaljevali memfiško umetnostno tradicijo iz Starega kraljestva. S tem so želeli nase vsaj simbolično prenesti del stare slave. Tebanski kralji, ki so bili fizično izolirani od Memfisa, do memfiških umetnin niso imeli dostopa in so zato ustvarjali nove umetniške sloge.
Gradbeni projekti herakleopolskih kraljev na severu so bili zelo skromni. Omenjeno je, da je bila v tem obdobju nekje v Sakari zgrajena samo piramida faraona Merikareja  (2065–2045 pr. n. št.). Zasebne grobnice iz tega obdobja so tako po kakovosti kot velikosti bleda slika grobnic iz Starega kraljestva. V njih so še vedno reliefi s podobami služabnikov, ki skrbijo za pokojnega, podobni reliefom iz memfiškiih grobnic iz Starega kraljestva, vendar so v primerjavi z njimi enostavnejši in manj kakovostni. Pravokotne lesene krste so bile še vedno v rabi, vendar je bila njihova poslikava bolj dodelana. V njihovi notranjosti so se začela slikati in pisati sarkofaška besedila z uroki in kartami za pokojnika v posmrtnem življenju.
Vzpon tebanskih kraljev okoli leta 2123 pr. n. št. je prinesel izviren in bolj provincialen umetniški slog, ki je bil zaradi pomanjkanjka izkušenih umetnikov bolj neroden in nedodelan. Ohranjene umetnine kažejo, da so umetniki tradicionalne scene upodabljali po svoje. Uporabljali so bolj svetle barve in izkrivili tradicionalna sorazmerja človeškega telesa. Značilen slog je prepoznaven predvsem na ploščatih stelah v grobnicah v Naga el-Deiru.  Tebanski kralji zgodnje Enajsta dinastije so svoje grobnice v El Tarifu na zahodnem bregu Nila klesali v živo skalo. Grobnice so bile sestavljene iz velikega dvorišča z v skalo vklesano kolonado na oddaljeni steni. Pogrebne komore so bile vklesane v steno nasproti osrednjega dvorišča in so omogočale pokope več pokojnikov v eni grobnici.  Nedokončane pogrebne sobe morda kažejo na pomanjkanje usposobljenih umetnikov v Tebanskem kraljestvu.

## Konec Prvega vmesnega obdobja
Konec Prvega vmesnega obdobja je datiran v obdobje, ko je Mentuhotep II. iz Enajste dinastije porazil herakleopolske kralje Spodnjega Egipta in ponovno združil Egipt v državo pod enim vladarjem.